# Euhoplites
Euhoplites is een uitgestorven geslacht van mollusken, dat leefde tijdens het Vroeg-Krijt.

## Beschrijving
Deze ammoniet had een betrekkelijk involute schelp met bolle windingen en een duidelijke sculptuur van zijdelings geplaatste knobbels en ribben. De buikrand bevatte een smalle groeve. De diameter van de schelp bedroeg ongeveer 3,5 cm.

## Leefwijze
Dit geslacht had geen gestroomlijnde schelp, dus is het onwaarschijnlijk dat ze goede zwemmers waren.